# Musca caudex
Musca caudex este o specie de muște din genul Musca, familia Dolichopodidae. A fost descrisă pentru prima dată de Harris în anul 1780. Conform Catalogue of Life specia Musca caudex nu are subspecii cunoscute.